# بارتون لونش
بارتون لونش (بالإنجليزية: Barton Lynch)‏ هو متركمج أسترالي، ولد في 9 أغسطس 1963 في سيدني في أستراليا.

## وصلات خارجية
- الموقع الرسمي
- بارتون لونش على موقع الرابطة العالمية لركوب الأمواج (الإنجليزية)
- بارتون لونش على موقع EncyclopediaOfSurfing.com (الإنجليزية)
- بارتون لونش على موقع قاعة أستراليا للمشاهير الرياضية (الإنجليزية)